# اوگچی اونینینیا
اوگچی اونینینیا (انگلیسی: Ogechi Onyinanya؛ زادهٔ ۲۶ مهٔ ۱۹۸۵) بازیکن فوتبال است.
وی همچنین در تیم ملی فوتبال زنان نیجریه بازی کرده‌است.